# 刘巩
刘巩（1918年7月—2005年12月），男，汉族，直隶（今河北）深州人，中华人民共和国政治人物。

## 生平
1938年参加工作，同年2月加入中国共产党。1938年至1949年，历任村支书、区委委员、县公安局股长、局长、河北省公安厅档案室副主任。1950年至1963年，历任河北省检察院办公室主任、保定市中级法院院长、保定市市长、保定地委秘书长。1963年至1981年，调西藏工作，先后担任西藏自治区干校副校长、自治区师范学校党委书记、自治区社会主义学校党委书记、西藏自治区党校副校长、自治区科委副主任。1981年11月至1982年11月，任中共保定地委常委、行署副专员；1981年9月，兼任保定师范专科学校党总支书记；1981年10月至1982年8月，兼任保定师范专科学校党委书记。1983年12月离休。2005年12月去世，享年88岁。